# 虎頭要塞

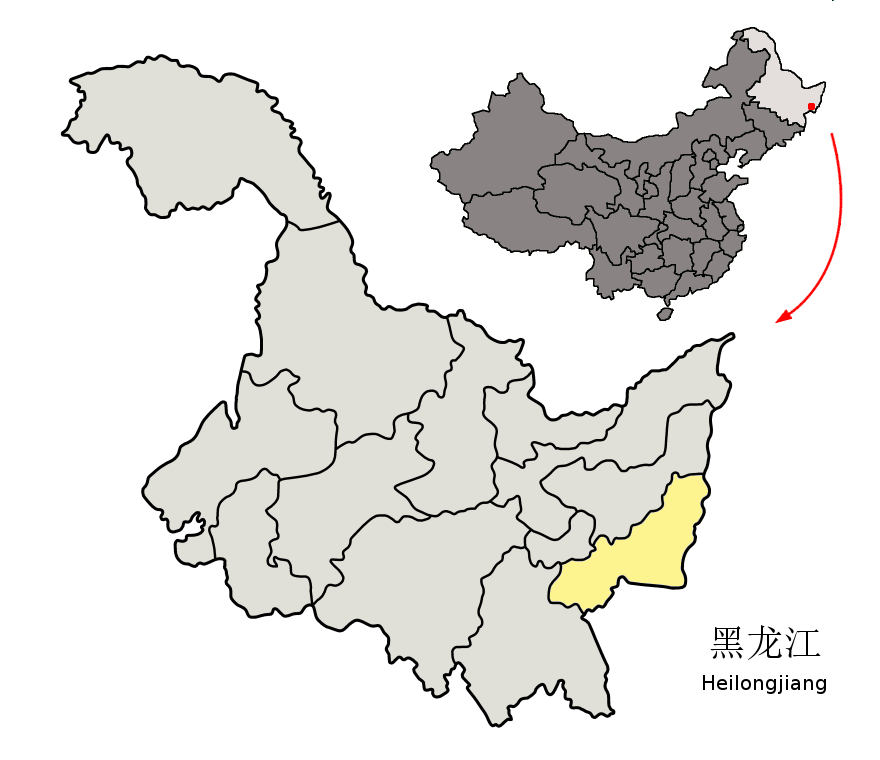
現・黒竜江省鶏西市の位置

虎頭要塞（ことうようさい）は、満州国（現・中国黒竜江省鶏西市虎林市虎頭鎮）に存在した大日本帝国陸軍の地下要塞。
国境を接するソビエト連邦からの満州防衛を目的とする関東軍の主要拠点の一つであり、また東西約10km・南北約4kmを誇る本要塞はウスリー河対岸のソ連領イマン（現・ダリネレチェンスク）を見渡せる高地を抱えており、長大な満ソ国境において唯一シベリア鉄道を視認できる戦略拠点であった。

## 概要
虎頭要塞は1934年（昭和9年）に建設が始まり、1939年（昭和14年）に完成した。要塞には第5軍に属する第4国境守備隊が配置されており、満州へのソ連労農赤軍の侵攻阻止と、シベリア鉄道・スターリン街道遮断を任務とした。
猛虎山、虎東山、虎北山、虎西山、虎嘯山、平頂山の６つの陣地で構成され、竪穴を掘り、鉄筋コンクリート構造の地下トーチカを蟻の巣のようにつなぎ、司令所、弾薬庫、食糧収蔵庫、発電所、病院、キッチン、トイレなどの地下施設を抱え、深い所は地下70ｍ、南北10ｋｍ、東西8ｋｍに及び、地下道の総延長は数十kmともいわれる。「東洋のマジノ線」とも呼ばれた。建設にあたっては徴用した中国人労務者や日中戦争の捕虜を使用、延べ10万人余を動員したともいわれる。労務者には現地住民の他に外部遠方から連れて来られた中国人も使用された。とくに要塞内部の工事にはこれら遠方から連れて来られた者や捕虜が多用され、最後にはこれらの者は機密保持のために殺されたようだとの話も現地に伝わる。
1943年（昭和18年）後半以降、日ソ中立条約によりソ連軍と交戦機会がなく、もっぱら関東州警備にあたっていた関東軍は戦況の悪化した南方戦線（南方軍）に守備兵力を引き抜かれ、虎頭要塞においても九一式十糎榴弾砲や四一式山砲などの軽砲は南方に転用され（後述の重砲は転用されず）、また1945年（昭和20年）3月に第4国境守備隊も解体となる。その後一時は臨時国境守備隊のみの状態となるが、対ソ戦を警戒していたことにより軍備は増強され、7月に総員約1,500人の第15国境守備隊が再配置された。
なお、本要塞以外にも帝国陸軍には多数の国境要塞が存在していたが、虎頭要塞はその戦略的価値から最重要要塞のひとつとされていた。

## 要塞砲
1941年（昭和16年）、帝国陸軍の関東軍特種演習ならびに要塞建設に刺激されたソ連は、本要塞の火砲の射程圏内にあると思われたウスリー河対岸のシベリア鉄道イマン鉄橋を国境より15km迂回させた（イマン迂回鉄橋）。シベリア鉄道が迂回されたことを危惧した帝国陸軍は、1920年代に開発されそのあまりの大きさと運用コストのため日本国内で事実上放置されていた試製四十一糎榴弾砲の配備を決定した。同年10月に輸送が開始され（虎頭要塞への搬入は秘匿のため夜間に行われた）、翌1942年（昭和17年）3月に配備が完了している。また、もとは東京湾防備のため富津射撃場に配備されていた最大射程50km（大和型戦艦の主砲・四十六糎砲の最大射程は42km）を誇る九〇式二十四糎列車加農も、上述の理由のため改軌を経て試製四十一糎榴弾砲の移動と同時に本要塞に配備されている。
虎頭要塞の主要火砲（要塞砲）は、帝国陸軍のみならず陸海軍において、屈指の威力ないし長射程を誇る先述の試製四十一糎榴弾砲および線路上を移動させて用いる九〇式二十四糎列車加農を筆頭に、既存要塞砲であった七年式三十糎長榴弾砲・四五式二十四糎榴弾砲、重加農たる九六式十五糎加農・四五式十五糎加農の大口径長射程重砲であった。

## 虎頭要塞の戦い
1945年8月8日のソ連対日宣戦布告及び8月9日未明の侵攻開始により、虎頭要塞の第15国境守備隊と侵攻してきたソ連軍の間で戦闘が勃発。守備隊長・西脇武陸軍大佐は第5軍司令部に出張中で帰隊が不可能なため、砲兵隊指揮官・大木正陸軍大尉が守備隊長代理として指揮を執った。周辺地域から多数の在留民間邦人も要塞に避難し、計約1,800人が籠城することになった。一説には、避難してきた民間人は1,400人で、そのため総人数は3千人近くなったともされる。ただし、民間人は「根こそぎ動員」のため婦女子が多かった。九〇式列車加農は通化への移動のため分解（一説には整備のためとも）されており砲撃を行うことができなかったが、四十一糎榴弾砲はシベリア鉄道イマン迂回線の鉄橋を砲撃し、さらに19日に砲身が腔発し砲撃不能になるまでソ連軍に砲撃を続けた。
ソ連軍は二個師団の約2万人で要塞の攻略にかかる。周囲の関東軍は撤退を進め、守備隊は孤立して絶望的な状況であったが、守備隊自身その点をどこまで理解できていたかも判然としない。守備隊は8月15日に玉音放送を聞いたが謀略とみなした。17日、捕虜となっていた日本人5人が、ソ連軍の軍使として日本政府の無条件降伏を伝え、武装解除に応じるようにとの停戦交渉を行うが謀略として拒否、守備隊将校の1人が軍使の1人であった在郷軍人会の現地分会長を斬殺する。ソ連軍はそれ以降、軍使を送ることはなく、日本側から降伏してこない限り徹底殲滅するとの方針を取ったとみられる。
地下施設について、ソ連軍はガソリンを流して点火し、送風機でその煙を送り、一酸化炭素中毒で日本兵を殺害するといった方法もとって、攻略していった。既に早い時期から地下壕の各所で民間日本人の集団自決が始まっていたようであるが、婦女子を含む多くの民間人が日本兵らとともに玉砕することとなった。8月26日に虎頭要塞は完全陥落した。生存者はわずか53名とされる。8月29日、西方陣地守備の約50人が脱出するも清和駅付近でソ連軍の攻撃を受けて全滅した。
日本軍は虎頭要塞は半年以上は戦えると豪語していたが、十分な戦力がなく半月余しか持ち堪えることが出来なかった。その分、激しい戦いとなった虎頭要塞の戦いは、日本側では第二次世界大戦最後の激戦といわれるが樺太の戦いや占守島の戦いに比べて知名度は低い。
ソ連・ロシア側でも多くの人々にとって第二次世界大戦終了は独ソ戦終結時のイメージで、日ソ戦はその後に始まり戦い自体も1か月足らずで終わったため、全般に関心が薄いという。